# فريق نرد
فريق نرد (بالإنجليزية: NRD Esports) هو فريق رياضات إلكترونية سعودي مسجل في الاتحاد السعودي للرياضات الإلكترونية، أسسه محمد بن راتب عام 2022، وهو مكون من أقسام عدّة منها قسم صُناع محتوى على منصة يوتيوب 
وهم الواجهة الإعلامية للفريق ولاعبي رياضات إلكترونية يشاركون بأسم الفريق في البطولات المحلية والإقليمية والعالمية ويطمح الفريق إلى بناء منظومة احترافية متكاملة تُعنى بتطوير المواهب، وتمثيل المملكة في كبرى البطولات العالمية، مع التركيز على الابتكار في صناعة المحتوى وتعزيز الحضور الرقمي محليًا وعالميًا.

## إنجازات الفريق
- تحقيق أكثر من 4 مليون مشاهدة على مدار العام في البثوث المباشرة لصناع محتوى الفريق.
- تحقيق المركز العاشر في روكيت ليق على مستوى المملكة العربية السعودية.

## صناع المحتوى
أعضاء فريق صناع المحتوى الـ 4 وهم التاليين :
- عبدالعزيز بن عبدالله  - معروف بأسم عز.
- تركي فيصل - معروف بأسم ترك.
- باسم حسن - معروف بأسم وح.
- عبدالرحمن عبدالله - معروف بأسم دحمي.

## الإدارة
بعض من مدراء الأقسام في الفريق اسمأهم:
- محمد بن راتب  - المؤسس والرئيس التنفيذي.
- عبدالعزيز بن عبدالله - المدير التنفيذي.
- عبدالله العيسى - الرئيس التنفيذي للعمليات.
- أحمد المزيني - المدير العام.
- تركي الغامدي - مدير الإدارة البرمجية.
- عمر العنزي - مدير قسم الرياضيات الألكترونية.
- فهد الشمري - مدير شؤون الأعضاء.
- عبدالرحمن فلاته - مدير صناع المحتوى والتغطية الأعلامية.
- حسام مرير - أداري الرعايات والأعلانات.
- وليد السلمي - أداري التنسيق الداخلي.
- عبدالله الزهراني - أداري لعبة روكيت ليق.
- عبدالعزيز الزهراني - أداري لعبة أوفرواتش.